# Campeonato Paulista de Futebol de 1903
O Campeonato da Liga Paulista Foot-Ball de 1903 foi a 2.ª edição da competição entre clubes de futebol paulistanos filiados à LPF. É reconhecido pela Federação Paulista de Futebol oficialmente como a segunda edição do Campeonato Paulista de Futebol. Disputado entre 21 de maio e 25 de outubro daquele ano, contou com a participação das mesmas cinco agremiações da edição de 1902. Teve como campeão o São Paulo Athletic, que conquistou seu segundo título consecutivo.

## História
A Liga Paulista de Foot-Ball decidiu pela primeira vez expandir seu campeonato criando uma sexta vaga. Essa única vaga seria disputada anualmente no primeiro semestre de cada ano - a poucas semanas do início do campeonato da liga - por associações esportivas não coligadas à entidade, que jogariam entre si e o vitorioso enfrentaria o último classificado do campeonato anterior. Se o time desafiante ganhasse, tomaria o lugar do perdedor, que teria a chance de voltar só no próximo ano.
Em 1903, o Sport Club Olympico, uma equipe dissidente do Internacional, venceu a seletiva de ingresso contra o Club Athletico Internacional, da cidade de Santos, por 1–0, mas desistiu de ocupá-la. Assim, o campeonato daquele ano continuaria a ter cinco equipes.
Continuou em disputa a Taça Antonio Casimiro da Costa, nome do fundador da Liga Paulista de Football, e que ficaria em posse definitiva da equipe que vencesse três campeonatos da liga.
As partidas do torneio foram realizadas ou no Parque Antárctica Paulista ou no Velódromo de São Paulo. Foram marcados 64 gols em 21 jogos (uma média de 3,05 por partida).
Como no torneio anterior, São Paulo Athletic e Paulistano foram hegemônicos e, ambos empatado em 13 pontos na classificação geral, tiveram de decidir o desempate em uma partida extra, no dia 25 de outubro. Esse duelo entraria para a história como o primeiro registro de uma queixa contra a arbitragem no Brasil.
Durante o jogo, o juiz Egídio de Souza Aranha não teria marcado penalidade num toque de mão cometido pelo inglês Walter Jeffery, do Athletic. Além disso, ele encerrou a partida seis minutos antes do tempo, aos 29 minutos da etapa complementar.
Após o jogo, Renato Miranda, presidente do Paulistano, e Olavo de Barros, capitão do time na época, enviaram um ofício de apelação à LPF. A assembleia de representantes realizada na entidade para resolver o caso foi presidida por Charles Miller, que era o capitão do São Paulo Athletic, e a queixa foi arquivada com base no regulamento do International Football Association Board inglesa, adotado pela liga paulista, o qual o árbitro é soberano para decidir dentro do jogo e suas decisões são irrevogáveis. Assim, o Athletic chegou ao seu segundo título na história.
Inconformados com o veredicto, Renato Miranda e Olavo de Barros consideravam que Charles Miller não poderia participar da decisão por representar os interesses do Athletic e convocaram uma assembleia interna para a tomada de posição oficial do Paulistano, mas a maioria dos sócios preferiu acatar a decisão da liga. Desapontados, os dois líderes imediatamente renunciaram aos cargos que ocupavam.

## Regulamento
Segundo o estatuto do campeonato:
- Cada clube tem de jogar duas partidas com os outros participantes, sendo uma como mandante e outra como visitante. (Artigo 18)

- Quando um dos clubes não comparecer no lugar, dia e hora designados para a partida, esta será considerada ganha pelo clube que comparecer. Se nenhum clube comparecer, a partida será considerada perdida para os dois ausentes. (Artigo 19)

- As partidas só podem ser adiadas por motivo de grande relevância, a juízo dos representantes da Liga encarregados de fiscalizá-lo. O clube que, infringindo esse artigo, deixar de disputar três partidas consecutivas, será considerado desligado, ficando nulas as partidas já jogadas. (Artigo 20)

- O clube vencedor do campeonato anual recebe uma taça, pela qual fica responsável, e terá possa defintiva dessa taça aquele que for vencedor de três taças consecutivas. (Artigo 21)

- O campeão é a equipe que somar mais pontos (a vitória vale dois pontos, e o empate, um ponto). Havendo empate no resultado final, disputa-se um jogo extra. Essa partida desempate terminar em empate, é feita uma prorrogação não superior a 30 minutos. Se terminada essa prorrogação continuar o empate, é marcada uma nova partida, e assim por diante. (Artigo 22)

## Participantes
| Equipe             | Cidade    | Fundação               | Participação | Títulos        |
| ------------------ | --------- | ---------------------- | ------------ | -------------- |
| Germânia           | São Paulo | 7 de setembro de 1899  | 2ª           | 0 (não possui) |
| Internacional      | São Paulo | 19 de agosto de 1899   | 2ª           | 0 (não possui) |
| Mackenzie          | São Paulo | 18 de agosto de 1898   | 2ª           | 0 (não possui) |
| Paulistano         | São Paulo | 29 de dezembro de 1900 | 2ª           | 0 (não possui) |
| São Paulo Athletic | São Paulo | 13 de maio de 1888     | 2ª           | 1 (1902)       |

## Tabela
21/05	São Paulo Athletic	2–0	Mackenzie
11/06	Mackenzie	1–2	São Paulo Athletic
21/06	Germânia	3–1	Internacional
24/06	Paulistano	2–0	São Paulo Athletic
28/06	Paulistano	5–0	Internacional
05/07	São Paulo Athletic	5–0	Internacional
05/07	Paulistano	1–0	Germânia
14/07	Paulistano	0–0	Mackenzie
19/07	São Paulo Athletic	4–1	Germânia
26/07	Internacional	0–3	Paulistano
02/08	São Paulo Athletic	4–0	Paulistano
09/08	Germânia	1–1	São Paulo Athletic
15/08	Mackenzie	1–0	Germânia
29/08	Mackenzie	0–1	Paulistano
30/08	Internacional	4–3	Germânia
07/09	Germania	0–3	Mackenzie
20/09	Mackenzie	5–0	Internacional
23/09	Germania	0–2	Paulistano
27/09	Internacional	0–3	São Paulo Athletic
12/10	Internacional	3–0	Mackenzie

## Classificação
| Classificação | Classificação      | Classificação | Classificação | Classificação | Classificação | Classificação | Classificação | Classificação | Classificação |
| Time | Time               | PG            | J             | V             | E             | D             | GP            | GC            | SG            |
| --- | ------------------ | ------------- | ------------- | ------------- | ------------- | ------------- | ------------- | ------------- | ------------- |
| 1 | São Paulo Athletic | 13            | 8             | 6             | 1             | 1             | 21            | 5             | 16            |
| 2 | Paulistano         | 13            | 8             | 6             | 1             | 1             | 14            | 4             | 10            |
| 3 | Mackenzie          | 7             | 8             | 3             | 1             | 4             | 10            | 8             | 2             |
| 4 | Internacional      | 4             | 8             | 2             | 0             | 6             | 8             | 27            | - 19          |
| 5 | Germania           | 3             | 8             | 1             | 1             | 6             | 8             | 17            | - 9           |
| PG - pontos ganhos; J - jogos; V - vitórias; E - empates; D - derrotas; GP - gols pró; GC - gols contra; SG - saldo de gols |                    |               |               |               |               |               |               |               |               |

|  |                                                  |
|  | Fazem partida de desempate para decidir o título |

## Jogo desempate
| 25 de outubro de 1903 | São Paulo Athletic    | 2 – 1 | Paulistano   | Parque da Antarctica Paulista, São Paulo |
|                       | Thiers (contra) Poole |       | Álvaro Rocha | Árbitro: Egídio de Souza Aranha          |

|  | São Paulo Athletic | Paulistano |

| SÃO PAULO ATHLETIC:      |  |                              |  |
|                          |  |                              |  |
| G                        |  | William Holland              |  |
| Z                        |  | Walter Jeffery               |  |
| Z                        |  | Frank Hodgkiss               |  |
| M                        |  | Norman Biddell               |  |
| M                        |  | John Robinson                |  |
| M                        |  | Duff                         |  |
| A                        |  | Herbert John Singleton Boyes |  |
| A                        |  | King                         |  |
| A                        |  | Charles Miller               |  |
| A                        |  | P. Montandon                 |  |
| A                        |  | Poole                        |  |
| Treinador:Boyes e Miller |  |                              |  |
|                          |  |                              |  |

| PAULISTANO: |  |                         |  |
|             |  |                         |  |
| G           |  | Pederneiras             |  |
| Z           |  | Thiers da Costa Marques |  |
| Z           |  | Guilherme Rubião        |  |
| M           |  | Tutu                    |  |
| M           |  | Olavo Pais de Barros    |  |
| M           |  | Renato Miranda          |  |
| A           |  | Mesquita                |  |
| A           |  | João da Costa Marques   |  |
| A           |  | Álvaro Rocha            |  |
| A           |  | Ibanez de Moraes Salles |  |
| A           |  | Sampaio                 |  |
| Treinador:  |  |                         |  |
|             |  |                         |  |

## Premiação
| Campeão Paulista de 1903       |
| ------------------------------ |
| SÃO PAULO ATHLETIC (2º título) |

## Classificação geral
| Classificação geral | Classificação geral | Classificação geral | Classificação geral | Classificação geral | Classificação geral | Classificação geral | Classificação geral | Classificação geral | Classificação geral |
| Time | Time                | PG                  | J                   | V                   | E                   | D                   | GP                  | GC                  | SG                  |
| --- | ------------------- | ------------------- | ------------------- | ------------------- | ------------------- | ------------------- | ------------------- | ------------------- | ------------------- |
| 1 | São Paulo Athletic  | 15                  | 9                   | 7                   | 1                   | 1                   | 23                  | 6                   | 17                  |
| 2 | Paulistano          | 13                  | 9                   | 6                   | 1                   | 2                   | 15                  | 6                   | 9                   |
| 3 | Mackenzie           | 7                   | 8                   | 3                   | 1                   | 4                   | 10                  | 8                   | 2                   |
| 4 | Internacional       | 4                   | 8                   | 2                   | 0                   | 6                   | 8                   | 27                  | - 19                |
| 5 | Germânia            | 3                   | 8                   | 1                   | 1                   | 6                   | 8                   | 17                  | - 9                 |
| PG - pontos ganhos; J - jogos; V - vitórias; E - empates; D - derrotas; GP - gols pró; GC - gols contra; SG - saldo de gols |                     |                     |                     |                     |                     |                     |                     |                     |                     |

|  |                        |
|  | Campeão da LPF de 1903 |